# 대한민국 상법 제412조의2
대한민국 상법 제412조의2는 이사의 보고의무에 대한 상법 회사법의 조문이다.

## 조문
제412조의2 (이사의 보고의무) 이사는 회사에 현저하게 손해를 미칠 염려가 있는 사실을 발견한 때에는 즉시 감사에게 이를 보고하여야 한다.

## 같이 보기
- 대한민국 상법 제382조의4 이사의 비밀유지의무